# Протесилай (Еврипид)
«Протесилай» (др.-греч. Πρωτεσίλαος) — трагедия древнегреческого драматурга Еврипида (V век до н. э.), сюжет которой связан с мифами о Троянской войне. Её текст утрачен за исключением одного отрывка (фрг. 646a Snell). Заглавный герой пьесы — царь Филаки, первым из ахейцев погибший под Троей.
Частичный пересказ содержания пьесы содержится в «Мифах» Псевдо-Гигина. Там рассказывается о том, что вдова Протесилая Лаодамия, страдая от утраты, сначала уговорила богов на время вывести к ней мужа из царства мёртвых Потом она приказала изготовить медное изображение супруга и поставила его в своей спальне. Слуга решил, что она завела любовника, и рассказал об этом её отцу Акасту. Тот, увидев, что дочь целует изваяние, приказал его сжечь, Лаодамия бросилась в костёр и погибла.
Российский антиковед Фаддей Зелинский причислял «Протесилая» к лучшим пьесам Еврипида, констатируя, что его утрата при том, что сохранились «такие посредственные драмы, как „Гераклиды“ и „Андромаха“», точно не связана с эстетической стороной вопроса.